# Bảo tàng cung điện Krzysztofory
Năm 1965, quyền tài phán đối với Cung điện Krzysztofory đã được chuyển đến Bảo tàng Lịch sử của Thành phố Kraków. Cung điện Krzysztofory chính thức trở thành trụ sở của Bảo tàng.
Triển lãm hiện tại ở Cung điện Krzysztofory là "Cyberteka - Kraków - Thời gian và không gian". Nó trình bày sự phát triển không gian và đô thị của Krakow từ thời kỳ trước khi thành lập từ 1909−1915 khi dự án Great Kraków được thực hiện. Được tổ chức như một phần của "Một lần nữa ở Krzysztofory - Một bảo tàng hoàn chỉnh" (toàn bộ tòa nhà đã được cải tạo trong những năm 2014−2020 với sự tài trợ một phần từ quỹ phát triển khu vực châu Âu), dự án là nơi trình bày những thành tựu trong tái thiết kỹ thuật số về việc định cư và chùm đô thị Kraków cũng như cho chương trình số hóa các bộ sưu tập bảo tàng. Giới thiệu về một triển lãm thường trực mới mang tên "Krakow từ đầu không có kết thúc" và cũng là kho lưu trữ kiến thức tự trị về Krakow, nó cho thấy các hoạt động giáo dục và quảng bá di sản quốc gia ảnh hưởng đến văn hóa như thế nào.